# Ciacova
Ciacova (hongrois : Csák ou Csákova; allemand : Tschakowa; serbe en écriture cyrillique : Чаковo; serbe : Čakovo) est une ville roumaine du județ de Timiș qui compte 5 348 habitants.